# Samsung Galaxy Tab 4 Education
La Samsung Galaxy Tab 4 Education es una tableta de la serie de tabletas Samsung Galaxy Tab, anunciada y lanzada por Samsung el 16 de mayo de 2014.

## Anuncio
Samsung anunció la tableta en un comunicado de prensa diciendo que «Samsung se compromete a potenciar la educación mediante el empoderamiento de los educadores.» El precio inicial de la tableta es de $ 369.99 y está disponible a través de los canales asociados de Samsung por el momento. Está basada en el popular sistema operativo basado en Android de Google, pensando en los estudiantes. Pertenece a la cuarta generación de tablets y viene en una pantalla de 10,1 pulgadas.

## Especificaciones
Samsung ha anunciado que el dispositivo admitirá Google Play Store Education y será compatible con Samsung School. Con el soporte para múltiple pantalla, los estudiantes podrían hacer más en menos tiempo.
Tiene un procesador ARM de 1.2 GHz y una RAM de 1,5 GB, siendo suficiente para el propósito para el que fue creada. Con una duración de la batería de hasta 10 horas, el dispositivo también podría conectarse a un monitor más grande para que el maestro pueda compartir el trabajo de un estudiante con todos los estudiantes en un salón de clases usando el puerto HDMI.
El dispositivo vendría con una goma resistente que permitirá un mejor agarre y un uso más duro, teniendo a los estudiantes en mente. Galaxy Tab 4 Education viene con 16 GB de almacenamiento, con una ranura para tarjeta MicroSD para hasta 64 GB de almacenamiento adicional.